# 舞蹈课 (油画)
《舞蹈课》（法语: La classe de danse）是法国画家埃德加·德加创作于1871年 - 1874年间的一幅油画。 为德加的代表作之一。现藏于法国巴黎的奥塞美术馆。 它是由让-巴蒂斯特·福尔委托创作的。 德加暂时放弃了这幅画的创作，并向福尔交付了一幅名字相似的作品。
这幅画描绘了舞者在芭蕾舞大师朱尔斯·佩罗指导下的课程结束时的情景。 佩罗和德加是朋友，德加在巴黎歌剧院被烧毁一年后画了这幅舞蹈课。